# 内战战争罪犯名单
内戰戰爭罪犯名單是第二次国共内战期間中国共产党方面声称应“由全国各界根据实际情形提出”的战争罪犯的名单。全部名单一直未拟就，仅由新华社两次发表了战争罪犯提名。
新华社于1948年12月25日及1949年1月26日分别以“陕北某权威人士”及“国民党统治区人民”的名义提出了一些由中国共产党方面拟定的重要的战争罪犯，主要为当时南京方面的党政军特要员及其重要支持者。这些战争罪犯为中国共产党单方面公布，并认为是“国人皆曰可杀”。 
在国共内战期间直至1949年后，除被俘、投诚、起义及自海外回归中国大陆者外，由中国共产党方面认定的战争罪犯的概念，除在1949年1月至北平和谈中受到中华民国政府方面的承认外，其后未再被中国国民党中央、中华民国政府、中华民国国军及中统、军统等特务机关的领导人及亲国民党的中国青年党、中国民主社会党的领导人和文化人士胡适、于斌等所接受。
应当注意的是，中国共产党方面对全體上述战争罪犯的正式称呼并非“国民党战犯”，况且他们并非都为中国国民党籍人士，例如其中张君劢、王云五、曾琦等均为其他党派或者无党派人士。对于这些所谓“战犯”，中国共产党方面的用词十分讲究。 1947年7月7日，中国共产党中央委员会发布的「七七」纪念日对时局口号时，使用的措辞是“破坏停战协定发动反革命内战及在战争中残杀人民的战争罪犯”；而10月10日中国人民解放军总部发表双十节宣言时，称他们是“以蒋介石为首的内战罪犯”，其中首要者即“蒋介石、宋子文、孔祥熙及陈立夫兄弟等四大家族及其他首要战犯”；新华社陕北1948年12月25日电称之为“战争罪犯”，首要者为“头等战争罪犯”；新华社陕北1949年1月26日电又补充了一批“重要战犯”。在1959年9月17日，国家主席刘少奇签署《中华人民共和国主席特赦令》及其后历次对这些“战犯”的特赦中，被特赦的国共内战中所谓的“战争罪犯”的正式名称皆作“原属于蒋介石集团的战争罪犯”，与其相提并论的是“原属于伪满洲国的战争罪犯”、“原属于伪蒙疆自治政府战争罪犯”、“日本戰爭罪犯”。自中国共产党方面而言，“蒋介石集团”是该批“战犯”的归属，也突出体现了其“非法”的性质。从1959年至1970年代的历次特赦的用词看，这是中国共产党自第二次国共内战起长期坚持的立场。

## 背景

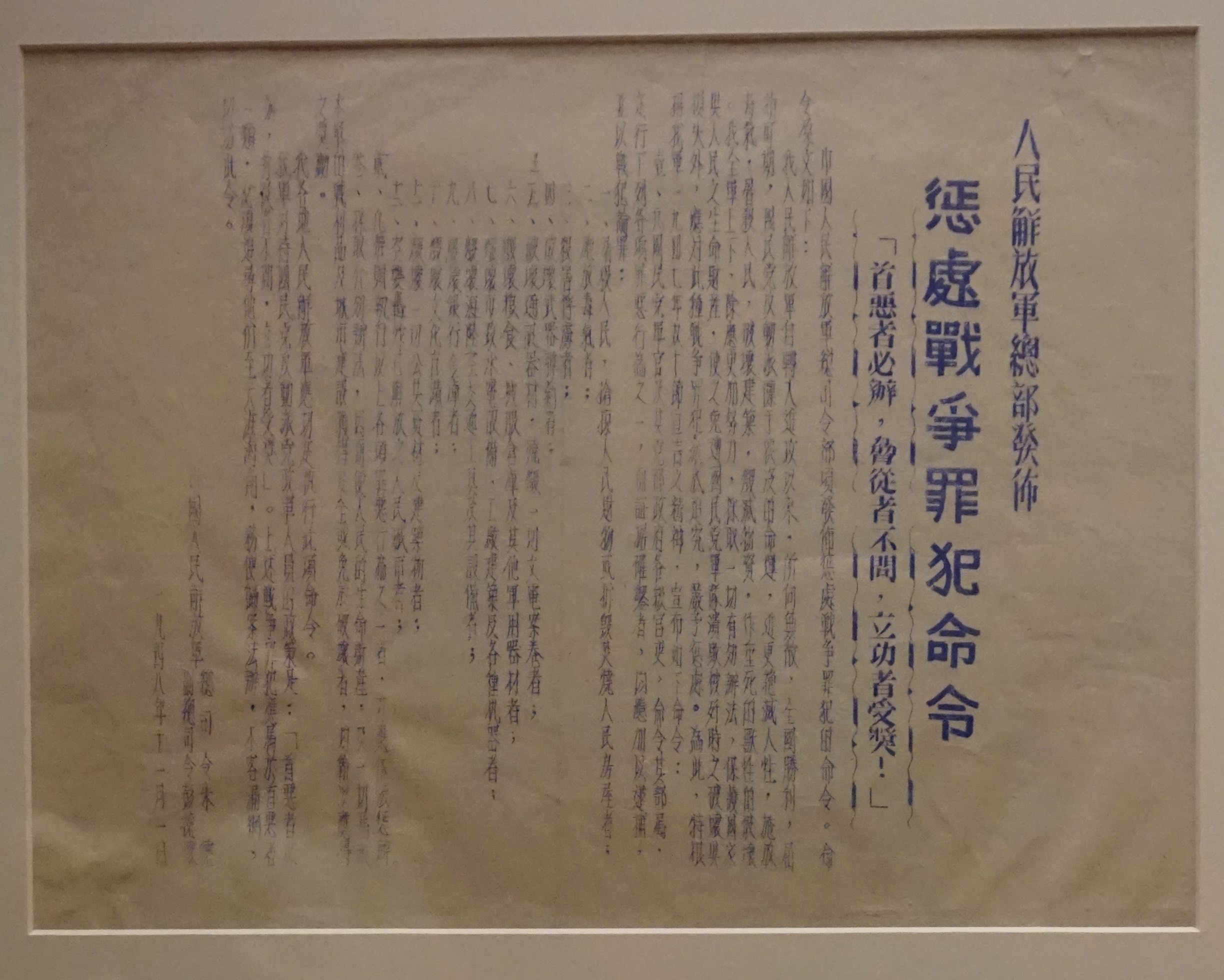
1948年11月中国人民解放军总部发布的《惩处战争罪犯命令》，提出“首恶者必办，协从者不问，立功者受奖”

国共内战中战犯的称谓在中共正式文告中的第一次出现是在1947年7月7日，中国共产党中央委员会发布的「七七」纪念日对时局口号中。该文告提到「……惩办一切破坏停战协定发动反革命内战及在战争中残杀人民的战争罪犯，缉拿这些罪犯交人民法厅审判……」。同年10月10日，当时中共领导下的人民解放军总部发表宣言（双十节宣言），宣布了解放军的政策，其中提到「逮捕、审判与惩办以蒋介石为首的内战罪犯……没收蒋介石、宋子文、孔祥熙及陈立夫兄弟等四大家族及其他首要战犯的财产，没收官僚资本……」，这个宣言已经初步的确定了头等战犯的名单。1948年11月1日，中国人民解放军总部以总司令朱德、副总司令彭德怀的名义发布《惩处战争罪犯命令》，提出了战犯的构成条件。
在中共的正式文告中出现战犯称呼之后的大约两年的时间内，在报道中可见在人名前冠以战犯的用法，例如1949年1月12日，《人民日报》有一篇报道，标题为「战犯傅作义作恶益甚　在平津杀人又放火决心大破坏」。

## 第一次提名
1948年12月27日，《人民日报》刊登了题为“陕北某权威人士谈战犯名单问题　蒋介石等应列为头等战犯 全国身受战祸的人民均可酌情提名”的专栏文章，全文如下：
陕北某权威人士谈战犯名单问题　蒋介石等应列为头等战犯 全国身受战祸的人民均可酌情提名

【新华社陕北二十五日电】此间各界人士谈论战争罪犯名单问题。某权威人士称：全部战争罪犯名单有待于全国各界根据实际情形提出。但举国闻名的头等战争罪犯，例如蒋介石、李宗仁、陈诚、白崇禧、何应钦、顾祝同、陈果夫、陈立夫、孔祥熙、宋子文、张群、翁文灏、孙科、吴铁城、王云五、戴传贤、吴鼎昌、熊式辉、张厉生、朱家骅、王世杰，顾维钧、宋美龄、吴国桢、刘峙、程潜、薛岳、卫立煌、余汉谋、胡宗南、傅作义、阎锡山、周至柔、王叔铭、桂永清、杜聿明、汤恩伯、孙立人、马鸿逵、马步芳、陶希圣、曾琦、张君劢等人，则是罪大恶极，国人皆曰可杀者。应当列入头等战犯名单的人，自然不止此数，这应由各地身受战祸的人民酌情提出。人民解放军为首先有权利提出此项名单者。例如国民党第十二兵团司令黄维在作战中施放毒气，即已充分地构成了战犯资格。全国各民主党派，各人民团体皆有权讨论和提出战犯名单。
此次被提名者共有43人（并不包括黄维），即四十三名头等战争罪犯。这四十三人不仅限于中国国民党人士，其中的张君劢、曾琦、王云五等人均非国民党员。1948年12月30日，毛泽东為新華社寫新年獻詞〈將革命進行到底〉稱：「中國人民決不憐惜此蛇一樣的惡人」。1949年1月5日，毛泽东在為新華社寫之評論〈評戰犯求和〉一文中稱：「國民黨匪幫將告滅亡，一切大中小戰爭罪犯將捉拿治罪」。1949年1月10日，杜聿明被中国人民解放军俘虏，他也是这四十三名头等战争罪犯中被俘获的第一人。1月14日，〈中共中央毛澤東主席關於時局的聲明〉向南京政府提出八項和平條件，首條乃是：懲辦戰爭罪犯。1月25日，中共發言人針對南京政府公佈之北上和談代表名單發表談話稱：「彭昭賢是主戰最力的國民黨CC派的重要幹部之一，人們認為是一個戰爭罪犯，中共方面不能接待這樣的代表。」1月27日，《華商報》以頭版頭條刊出新華社陝北廿六日電，以「陝北觀察家」之名義指責南京政府「希望取得三個月喘息時間，整編和新編幾十個師，以備再戰，此項密令已由戰犯顧祝同發出……中國第二名戰爭罪犯美國傀儡李宗仁和南京其他偽裝主和的人們……正在散佈對於八項條件的荒謬曲解，他們說：『蔣介石既已去職，政府刻正等待共方表明對於載在他們的戰犯名單上的其他四十二名戰犯的意圖』……如果想要依靠玩弄花樣來取信於人民，那是徒然的，只有他們實實在在的執行了八項條件的第一條的第一步，即將戰爭罪犯們加以扣留交給人民政府審判，他們才有因將功折罪而獲得人民寬恕的可能」。
| 排序 | 姓名   | 圖片 | 战犯提名发布时任职 | 归宿 | 去世時間       | 去世地点               | 籍貫     | 战犯提名发布时所属政黨或派系 |
| ---- | ------ | ---- | --- | --- | -------------- | ---------------------- | -------- | ---------------------------- |
| 1    | 蔣介石 |      | 中华民国总统 中国国民党总裁 第一届国民大会代表 | 1949年1月辞去总统职务，同年12月退守台湾，1950年再度出任总统，直至去世 | 1975年4月5日   | 中華民國台北市         | 浙江奉化 | 中國國民黨                   |
| 2    | 李宗仁 |      | 中华民国副总统 中国国民党第六届中央监察委员会委员 第一届国民大会代表 （前国民政府主席北平行辕主任）                                                                         | 1949年1月出任代总统，同年12月以治病为名前往美国，1954年1月被国民大会弹劾免职，1965年7月获准以爱国人士身份回到中国大陆，文革中得到周恩来保护                                                                      | 1969年1月30日  | 中华人民共和国北京市   | 廣西桂林 | 中國國民黨（桂系）           |
| 3    | 陈诚   |      | 中国国民党第六届中央执行委员会常务委员 （前张群内阁中华民国军政部部长）（前中华民国国防部参谋本部参谋总长） （前中华民国海军总司令部总司令） （前国民政府主席东北行辕主任） | 1949年4月担任国民党台湾党部主任委员，7月任东南军政长官，次年3月任行政院院长，1954年3月当选副总统，1957年10月任国民党副总裁，直至去世                                                                             | 1965年3月5日   | 中華民國台北市         | 浙江青田 | 中國國民黨                   |
| 4    | 白崇禧 |      | 中华民国总统府战略顾问委员会主任委员 华中剿匪总司令部总司令 中国国民党第六届中央执行委员会常务委员 （前张群内阁中华民国国防部部长）                                         | 对共作战节节败退，与1949年12月退守海南并无视李宗仁警告前往台湾，遭到蒋介石排挤，出任多个虚职 | 1966年12月1日  | 中華民國台北市         | 廣西桂林 | 中國國民黨（桂系）           |
| 5    | 何应钦 |      | 中国国民党第六届中央执行委员会常务委员 （前翁文灏内阁中华民国国防部部长） （前国民政府主席重庆行辕主任） （前中华民国陆军总司令部总司令）                                   | 1949年4月国民政府迁往广州，任行政院院长，7月前往台湾，历任“中央非常委员会”、总统府战略顾问委员会主任委员等职，直至去世                                                                                           | 1987年10月21日 | 中華民國台北市         | 貴州義興 | 中國國民黨                   |
| 6    | 顾祝同 |      | 中华民国国防部参谋本部参谋总长 中国国民党第六届中央执行委员会委员 （前中华民国陆军总司令部总司令）                                                                          | 1949年12月任西南军政长官，1950年3月抵达台湾，历任国防部长、国防会议秘书长、顾问委员会副主任、总统府战略顾问等职务，1954年晋升陆军一级上将                                                                        | 1987年1月17日  | 中華民國台北市         | 江蘇漣水 | 中國國民黨                   |
| 7    | 陈果夫 |      | 中央财务委员会主任委员 中央合作金库理事长 中国农民银行董事长 中国国民党第六届中央执行委员会常务委员                                                                         | 抗战后退出政坛，后因肺结核于台北去世 | 1951年8月25日  | 中華民國台北市         | 浙江吳興 | 中國國民黨                   |
| 8    | 陈立夫 |      | 第二次孙科内阁行政院政务委员 中国国民党第六届中央执行委员会常务委员 中央日报董事长 （前立法院副院长）                                                                       | 为免陈诚猜忌，与1950年8月携全家移居美国新泽西州，1968年陈诚去世后受蒋介石邀请回国，任总统府资政，成立中国医药学院附属医院                                                                                        | 2001年2月8日   | 中華民國台中           | 浙江吳興 | 中國國民黨                   |
| 9    | 孔祥熙 |      | 中国国民党第六届中央执行委员会委员 （前行政院院长） （前中国银行董事长） （前制宪国民大会主席团主席）                                                                       | 1947年以夫人宋蔼龄病重为名移居美国 | 1967年8月16日  | 美国紐約               | 山西太谷 | 中國國民黨                   |
| 10   | 宋子文 |      | 广东省政府主席 广东省政府委员 广州绥靖公署主任 中国国民党第六届中央执行委员会常务委员 （前行政院院长） （前国民政府主席广州行辕主任）                                       | 1949年1月辞职，同年6月经巴黎至纽约，定居旧金山 | 1971年4月26日  | 美国舊金山             | 廣東文昌 | 中國國民黨                   |
| 11   | 张群   |      | 第二次孙科内阁行政院政务委员 中央政治委员会秘书长 中国国民党第六届中央执行委员会常务委员 （前张群内阁行政院院长）                                                           | 1949年1月任重庆行辕主任，4月任西南军政长官、行政院政务委员，12月逃离昆明，经香港前往台湾，1954年任总统府秘书长，1972年改任总统府资政                                                                             | 1990年12月14日 | 中華民國台北市         | 四川華陽 | 中國國民黨                   |
| 12   | 翁文灏 |      | 第二次孙科内阁行政院政务委员 中国国民党第六届中央执行委员会委员 第一届国民大会代表 （前张群内阁资源委员会委员长） （前翁文灏内阁行政院院长）                                | 1949年先后赴台北市、香港、法国，脱离国民政府。1951年经香港回到中国大陆。 | 1971年1月27日  | 中华人民共和国北京市   | 浙江鄞縣 | 中國國民黨                   |
| 13   | 孙科   |      | 第二次孙科内阁行政院院长 中国国民党第六届中央执行委员会常务委员 （前立法院院长）                                                                                            | 1949年2月将行政院迁往广州，3月宣布内阁整体辞职，同年经香港前往美国。1965年返回台湾。 | 1973年9月20日  | 中華民國台北市         | 廣東香山 | 中國國民黨                   |
| 14   | 吴铁城 |      | 第二次孙科内阁行政院副院长 第二次孙科内阁中华民国外交部部长 中国国民党第六届中央执行委员会常务委员                                                                          | 1949年退居台湾，任总统府资政 | 1953年11月19日 | 中華民國台北市         | 廣東香山 | 中國國民黨                   |
| 15   | 王云五 |      | 行政院顾问 （前张群内阁行政院副院长） （前翁文灏内阁中华民国财政部部长） | 1949年11月前往广州，后前往台湾，任中华民国行政院设计委员、考试院副院长、行政院副院长、台湾商务印书馆董事长 | 1979年8月14日  | 中華民國台北市         | 廣東香山 | 无党派                       |
| 16   | 戴传贤 |      | 国史馆馆长 中国国民党第六届中央执行委员会常务委员 （前考试院院长） | 1949年2月11日10时服安眠药自杀于广州，国民党中央办法褒奖令、国葬令 | 1949年2月11日  | 中華民國广州           | 浙江湖州 | 中國國民黨                   |
| 17   | 吴鼎昌 |      | 中华民国总统府秘书长 中国国民党第六届中央监察委员会委员 大公报董事 | 1949年1月辞职前往香港 | 1950年8月23日  | 英屬香港               | 四川華陽 | 中國國民黨                   |
| 18   | 熊式辉 |      | 总统府战略顾问委员会委员 中国国民党第六届中央执行委员会委员 （前国民政府主席东北行辕主任）                                                                                  | 1949年寄居香港和澳门，1954年前往台湾 | 1974年1月21日  | 中華民國台中市         | 江西安義 | 中國國民黨                   |
| 19   | 张厉生 |      | 第二次孙科内阁行政院政务委员 中国国民党第六届中央执行委员会常务委员 （前翁文灏内阁行政院副院长） （前张群内阁、翁文灏内阁中华民国内政部部长）                               | 1950年3月任行政院副院长，1954年8月任国民党中央委员会秘书长，1959年任驻日本大使，退休后任总统府国策顾问、国民党中央评议委员                                                                                       | 1971年4月21日  | 中華民國台北市         | 河北樂亭 | 中國國民黨                   |
| 20   | 朱家骅 |      | 第二次孙科内阁行政院政务委员 中国国民党第六届中央执行委员会常务委员 中华民国中央研究院代理院长 （前张群内阁、翁文灏内阁中华民国教育部部长）                                 | 1949年6月撤离至广州，后前往台湾，任总统府资政、国民党中央评议委员 | 1963年1月2日   | 中華民國台北市         | 浙江湖州 | 中國國民黨                   |
| 21   | 王世杰 |      | 中国国民党第六届中央监察委员会委员 第一届国民大会代表 （前张群内阁、翁文灏内阁中华民国外交部部长）                                                                          | 1949年前往台湾，1950年3月任总统府秘书长，后历任国民党中央评议委员、行政院行政委员、中华民国驻联合国大会代表、中央研究院院长、总统府资政                                                                          | 1981年4月21日  | 中華民國台北市         | 湖北武昌 | 中國國民黨                   |
| 22   | 顾维钧 |      | 中国驻美国大使 中国国民党第六届中央执行委员会委员 | 1956年任海牙国际法院法官、副院长 | 1985年11月14日 | 美国纽约               | 江蘇嘉定 | 中國國民黨                   |
| 23   | 宋美龄 |      | 中国国民党第六届中央执行委员会委员 | 1948年12月赴美国求援，1950年1月返回台湾，1975年蒋介石去世后移居美国，1986年返回台湾，1991年再次赴美定居 | 2003年10月23日 | 美国纽约               | 廣東文昌 | 中國國民黨                   |
| 24   | 吴国桢 |      | 台湾省政府主席 中国国民党第六届中央执行委员会候补委员 | 1949年8月在新成立的中国国民党总裁办公室任职，12月任台湾省政府委员、主席兼保安司令、行政院政务委员，1950年韩战爆发后逐渐失势，与蒋氏父子矛盾激化，后于1953年4月辞职，公开批评国民党当局，次年被开除党籍，前往美国 | 1984年6月6日   | 美国萨凡纳             | 湖北建始 | 中國國民黨                   |
| 25   | 刘峙   |      | 徐州剿匪总司令部总司令 中国国民党第六届中央执行委员会委员 | 1948年淮海战役战败，被免职，次年前往香港、印尼，1953年返回台湾，任总统府国策顾问、总统府战略顾问委员会委员、光复大陆设计研究委员会委员                                                                           | 1971年1月15日  | 中華民國台中市         | 江西吉安 | 中國國民黨                   |
| 26   | 程潜   |      | 湖南绥靖公署主任 湖南省政府主席 中国国民党第六届中央执行委员会委员 （前国民政府主席武汉行辕主任）                                                                           | 1949年8月向中共投诚，参加第一届全国政协，历任中央人民政府委员、人民革命军事委员会委员、全国政协副主席、湖南省省长、民革中央副主席，文革中得到周恩来保护                                                          | 1968年4月9日   | 中华人民共和国北京市   | 湖南醴陵 | 中國國民黨                   |
| 27   | 薛岳   |      | 中华民国总统府参军长 中国国民党第六届中央监察委员会委员 | 1949年1月任广东省政府主席，大陆失守后退守海南，次年海南岛战役失利后前往台湾，升一级上将，历任总统府战略顾问，行政院政务委员，光复大陆设计委员会主任委员                                                          | 1998年5月3日   | 中華民國台北市         | 廣東樂昌 | 中國國民黨                   |
| 28   | 卫立煌 |      | 东北剿匪总司令部总司令 中国国民党第六届中央执行委员会委员 | 1948年11月被撤职软禁，1949年1月前往香港，1955年3月返回北京，任国防委员会副主席，全国政协第二、三届常务委员，第二届全国人大代表，民革中央常委                                                                     | 1960年1月17日  | 中华人民共和国北京市   | 安徽合肥 | 中國國民黨                   |
| 29   | 余汉谋 |      | 中华民国陆军总司令部总司令 中国国民党第六届中央执行委员会委员 | 1949年1月任广州绥靖公署主任，1950年4月败退台湾，任总统府战略顾问，1965年晋升一级上将 | 1981年12月17日 | 中華民國台北市         | 廣東高要 | 中國國民黨                   |
| 30   | 胡宗南 |      | 西安绥靖公署主任 中国国民党第六届中央执行委员会委员 | 1949年5月山西失守，12月任西南军政长官，西昌失守后赴台，历任总统府战略顾问、浙江省政府主席、澎湖防卫司令，1955年退役                                                                                              | 1962年2月14日  | 中華民國台北市         | 浙江鎮海 | 中國國民黨                   |
| 31   | 傅作义 |      | 华北剿匪总司令部总司令 中国国民党第六届中央执行委员会委员 | 1949年1月，接受北平和平解放，历任中央人民政府委员、水利部部长、国防委员会副主席、全国政协副主席，文革中得到周恩来保护                                                                                            | 1974年4月19日  | 中华人民共和国北京     | 山西榮河 | 中國國民黨                   |
| 32   | 阎锡山 |      | 太原绥靖公署主任 山西省政府主席 中国国民党第六届中央执行委员会委员 | 1949年4月山西陷落，前往广州、重庆，后短暂代理国民政府在台湾军政，1950年1月辞职，任总统府资政 | 1960年5月21日  | 中華民國台北市         | 山西五臺 | 中國國民黨                   |
| 33   | 周至柔 |      | 中华民国空军总司令部总司令 中国国民党第六届中央执行委员会委员 | 1949年赴台，1950年3月任参谋总长兼空军总司令，4月升为二级上将，后历任国防会议秘书长、台湾省政府主席、总统府参军长、国家建设计划委员会主任委员                                                                     | 1986年8月29日  | 中華民國台北市         | 浙江臨海 | 中國國民黨                   |
| 34   | 王叔铭 |      | 中华民国空军总司令部副总司令 中华民国空军总司令部参谋长 | 1951年晋级中将，立任空军上将总司令、国防部参谋总长、总统府战略顾问委员会副主任委员、驻联合国安全理事会军事参谋团中国代表团空军代表兼首席代表、驻约旦王国大使、总统府战略顾问                                     | 1998年10月28日 | 中華民國台北市         | 山東諸城 | 中國國民黨                   |
| 35   | 桂永清 |      | 中华民国海军总司令部总司令 中国国民党第六届中央执行委员会委员 | 1949年渡江战役后退守厦门，制造中华民国海军白色恐怖事件，1951年6月，晋升陆军二级上将，后转任总统府参军长 | 1954年8月12日  | 中華民國台北市         | 江西貴溪 | 中國國民黨                   |
| 36   | 杜聿明 |      | 徐州剿匪总司令部副总司令 中国国民党第六届中央执行委员会候补委员 （前东北剿匪总司令部副总司令）                                                                              | 1949年1月淮海战役中全军覆没，本人被俘，送至功德林战犯管理所接受改造，1959年12月获特赦，当选全国政协委员、全国人大代表                                                                                            | 1981年5月7日   | 中华人民共和国北京市   | 陝西米脂 | 中國國民黨                   |
| 37   | 汤恩伯 |      | 中华民国陆军总司令部副总司令 京沪警备总司令部总司令 中国国民党第六届中央执行委员会委员                                                                                      | 1949年5月渡江战役战败，退守厦门、金门，在金门战役全歼共军，前往台湾，任总统府战略顾问，1953年任驻日军事代表团团长，旋免，移居日本                                                                                | 1954年6月29日  | 日本东京               | 浙江武義 | 中國國民黨                   |
| 38   | 孙立人 |      | 中华民国陆军总司令部副总司令 中华民国陆军训练司令部司令官 （前东北保安司令长官部副司令长官）                                                                                | 1949年9月任台湾方位司令，10月参加金门战役，1951年5月晋升二级上将，1954年任总统府参军长，1955年被指发动兵变而遭软禁，1988年被代总统李登辉下令释放                                                                 | 1990年11月7日  | 中華民國台中市         | 安徽廬江 | 中國國民黨                   |
| 39   | 马鸿逵 |      | 宁夏省政府主席 中国国民党第六届中央执行委员会委员 （前国民政府主席西北行辕副主任）                                                                                          | 1949年9月弃守银川，前往重庆、台湾，遭到国防部、监察院弹劾，12月代总统李宗仁下令免职，次年1月以四姨太刘慕侠病危为名，前往香港、美国                                                                               | 1970年1月14日  | 美国洛杉矶             | 甘肅河州 | 中國國民黨                   |
| 40   | 马步芳 |      | 青海省政府主席 中国国民党第六届中央监察委员会委员 | 1949年5月任西北军政长官，8月兰州陷落，前往西宁、广州、香港，次年初以朝觐名义经麦加前往开罗，1957年移居沙特，同年8月任驻沙特大使，1961年8月因纳侄女为妾之丑闻被免职，入籍沙烏地阿拉伯                             | 1975年7月31日  | 沙烏地阿拉伯麦加       | 甘肅河州 | 中國國民黨                   |
| 41   | 陶希圣 |      | 中国国民党中央宣传部副部长 立法院立法委员 | 1949年赴台湾，历任总统府国策顾问、国民党设计委员会主任委员、中央委员会第四组主任、革命实践研究院总讲座、中央常务委员会委员、中央日报董事长、国民党中央评议委员                                                   | 1988年6月27日  | 中華民國台北市         | 湖北黃岡 | 中國國民黨                   |
| 42   | 曾琦   |      | 中国青年党主席 | 1948年赴美 | 1951年5月7日   | 美国华盛顿哥伦比亚特区 | 四川隆昌 | 中国青年党                   |
| 43   | 张君劢 |      | 中国民主社会党主席 | 1949年11月经由澳门赴印度，在德里大学和加尔各答大学任教，1951年12月，离开印度赴美国，1955年，到斯坦福大学从事中共政治研究，曾试图整合民社党，但因内部不团结和国民党一党专政而失败                                 | 1969年2月23日  | 美国旧金山             | 江蘇寶山 | 中国民主社会党               |

### 附
| 排序 | 姓名 | 圖片 | 战犯提名发布时任职           | 归宿                                                                                                 | 去世時間      | 去世地点           | 籍貫     | 战犯提名发布时所属政黨或派系 |
| ---- | ---- | ---- | ---------------------------- | --- | ------------- | ------------------ | -------- | ---------------------------- |
| 1    | 黄维 |      | 中华民国国军第十二兵团司令官 | 淮海战役中被俘，1956年被送至功德林战犯管理所接受改造，后移到秦城监狱，1975年获特赦，当选全国政协常委 | 1989年3月20日 | 中华人民共和国北京 | 江西貴溪 | 中國國民黨                   |

## 第二次提名
1949年1月20日，中共中央在致刘伯承、陈毅、邓小平、饶漱石、张云逸、粟裕、谭震林、陈赓诸同志，华东人民解放军和中原人民解放军的全体同志们的《热烈祝贺淮海战役胜利结束》的电文中，强调了对战争罪犯以及其他罪大恶极的帮凶们的追捕：
《热烈祝贺淮海战役胜利结束》（节选）

　　在这里有一件事要告诉你们:不论和战，战争罪犯是必须拘捕的。我们的八个和平条件的第一个，就是惩办战争罪犯。现在南京城内尚有头等战争罪犯蒋介石、李宗仁、孙科、何应钦、吴铁城、王世杰、戴传贤、张群、陈果夫、陈立夫、翁文灏、王云五、张厉生、朱家骅、顾祝同、刘峙、余汉谋、周至柔、王叔铭、桂永清、汤恩伯、陶希圣及其他罪大恶极的帮凶们，例如胡适、郑介民、叶秀峰等人，企图继续作恶。你们现在就应侦察他们的动向，以便你们在不论是和平开进或者战斗解决时，能够不失时机，一律拘捕，交给人民法庭判罪。一切在逃之战争罪犯，即使逃到天涯地角，亦须穷追务获，归案法办，决不宽恕。而对于其他在伪党伪政府系统内服务之绝对大多数人员(占百分之九十以上)则应采取宽大政策，免予追究，并可分别优劣，量材录用，转为人民政府服务。对于那些过去犯有罪咎，现已彻底悔悟，愿从伪方自拔来归，或愿于伪方不愿和平解决时里应外合协助我军攻城歼敌者，应即准予将功折罪，并得依其情况酌予奖励。总之，你们应按照人民解放军总部早已宣布的首恶者必办、胁从者不问、立功者受奖三项原则，妥为办理，不纵不滥，以竟全功。

1949年1月27日，《人民日报》以“国民党统治区人民欢迎毛主席声明　纷纷讨论战犯名单 认为尚有许多重要战犯被遗漏”为题，转发新华社电。这次公布的提名从形式上贯彻了1948年12月25日新华社电指出的“全部战争罪犯名单有待于全国各界根据实际情形提出”的精神，通过人民提议的方式增加了一批战争罪犯。
国民党统治区人民欢迎毛主席声明　纷纷讨论战犯名单 认为尚有许多重要战犯被遗漏

【新华社陕北二十六日电】中国共产党所提出的八项和平条件，受到了国民党统治区人民的广泛欢迎。登载了中共中央毛泽东主席十四日声明全文的上海某报，一天销售了十二万份。工人，学生，市民和中下级公教人员对于这个声明的普遍意见是：八条不论那一条都是人民大众所要求的。国民党内的爱国分子也有同样看法。一个在国民党内有相当地位的公务人员说：有人说国民党不能接受八条中的第一条，即惩办战争罪犯。我看这些家伙共产党不杀他们的头，我们也要杀他们的头。一个不愿发表姓名的教授说：中国事情弄到如此之糟，如果中共所宣布的战争罪犯不负责任，还应该由谁负责任？一位老同盟会员说：天网恢恢，这些战犯总不会漏网。对于去年十二月二十五日中共某权威人士所提出的战争罪犯的初步名单，国民党统治区的人民正在纷纷议论。有人说：这个名单中的四十三个人一个也不冤。更多的人感觉名单遗漏了许多重要战犯，例如军事方面的朱绍良、郭忏、李品仙、董钊、陈继承、张镇，政治方面的谷正纲、徐堪、俞大维、洪兰友、董显光、刘健群，党特方面的邓文仪、黄少谷、陈雪屏、贺衷寒、张道藩、蒋经国、郑彦棻、郑介民、叶秀峰，反动小党派方面的左舜生、陈启天、蒋匀田。许多学生和教授们认为名单中必须包含重要的战争鼓动者胡适、斌和叶青，北平人认为许惠东、吴铸人应列为战犯，上海人认为潘公展、宣铁吾应列为战犯，广东人认为张发奎、罗卓英应列为战犯，四川人认为王陵基、王缵绪、杨森、潘文华应列为战犯。
这次增加提出的战犯，重要战犯共计24名：军事方面6名，政治方面6名，党特方面9名，反动小党派方面3名；重要的战争鼓动者3名；地方人士提出战犯10名：北平战犯2名，上海战犯2名，广东战犯2名，四川战犯4名。合计37名。值得注意的是，这份名单中不仅包括了军政党特人物，还包括了个别如胡适、斌这样的文化界知名人士。这份名单是随着国共内战的不断发展和国内各方人士的政治表态及政治抉择而提出的。
1949年1月28日，毛親撰《中共發言人關於命令國民黨反動政府重新逮捕日本侵華總司令岡村寧次和逮捕國民黨內戰罪犯的談話》，要求李宗仁「立即動手逮捕一批內戰罪犯，首先逮捕去年十二月廿五日中共權威人士聲明中所提四十三個戰犯之在南京、上海、奉化、台灣等處者。其中最主要的，是蔣介石、宋子文、陳誠、何應欽、顧祝同、陳立夫、陳果夫、朱家驊、王世杰、吳國楨、戴傳賢、湯恩伯、周至柔、王叔銘、桂永清等人。特別重要的是蔣介石，該犯現已逃至奉化，很有可能逃往外國托庇於美國或英國帝國主義，因此你們務必迅即逮捕該犯，毋令逃逸。此事你們要負完全責任，倘有逃逸情事，必以縱匪論處，決不姑寬，勿謂言之不預」。2月2日，《華商報》稱：谷正綱、關吉玉、彭昭賢、張群為戰犯。2月5日，毛親撰《中共發言人關於和平條件必須包括懲辦日本戰犯和國民黨戰犯的聲明》稱：「這些戰犯總是要逮捕的，任憑他們跑到天涯海角也是要逮捕的。」2月13日，中國國民黨中宣部發給各黨報之特別宣傳指示稱：「毛澤東一月十四日聲明所提八點為亡國條件……今日中共反而提出所謂戰犯名單，將政府負責人士盡皆列入，更要求政府先行逮捕，其蠻橫無理顯而易見。中共如不改變此種作風，則和平商談之途徑勢難尋覓。」2月14日，《華商報》借南開大學、北洋大學教授張國凡、劉之祥等人之口，力主嚴懲戰犯，稱「胡適是殺人不見血的傢伙，陳雪屏曾逮捕和屠殺不少愛國青年，絕不能輕易放過。陳長捷也應列入戰犯名單。」

### 重要战犯
| 排序        | 姓名   | 圖片 | 战犯名单发布时任职                                                                                                   | 归宿 | 去世時間       | 去世地点         | 战犯名单发布时所属政黨或派系 |
| ----------- | ------ | ---- | --- | --- | -------------- | ---------------- | ---------------------------- |
| 军事1       | 朱绍良 |      | 福州绥靖公署主任 中国国民党第六届中央执行委员会委员 （前国民政府主席重庆行辕主任）                                   | 1949年1月任福建省政府主席兼绥靖公署主任，8月赴台，历任总统府战略顾问、国策顾问、国民党中央党史委员会委员 | 1963年12月25日 | 中華民國台北市   | 中國國民黨                   |
| 军事2       | 郭忏   |      | 聯合勤務總司令部總司令 中国国民党第六届中央执行委员会委员                                                            | 在台湾担任东南军政长官公署副长官兼舟山指挥部主任，督导登步岛战役，成功擊退來攻解放軍。1950年3月調任戰略顧問閒職。四個月後因腦溢血驟逝於台北。 | 1950年7月31日  | 中華民國台北市   | 中國國民黨                   |
| 军事3       | 李品仙 |      | 华中军政长官公署副长官 中国国民党第六届中央执行委员会委员                                                            | 1949年5月，任桂林绥靖公署主任、广西省政府主席，12月赴台，任总统府战略顾问委员会顾问 | 1987年3月23日  | 中華民國台北市   | 中國國民黨                   |
| 军事4       | 董钊   |      | 第十八绥靖区司令官 陕西省政府主席                                                                                    | 1949年5月西安失守后被免职，12月赴台，任光复大陆设计研究委员会委员 | 1977年9月30日  | 中華民國台北市   | 中國國民黨                   |
| 军事5       | 陈继承 |      | 首都卫戍总司令部总司令 中国国民党第六届中央执行委员会委员 （原华北剿匪总司令部副总司令，七·五惨案责任人）            | 1949年1月随国民政府迁往重庆、广州，后迁居香港，次年赴台，历任总统府战略顾问委员会委员等职务、台湾招商局顾问、台湾交通银行监察 | 1971年12月10日 | 中華民國台北市   | 中國國民黨                   |
| 军事6       | 张镇   |      | 中華民國憲兵司令部司令 中国国民党第六届中央执行委员会委员                                                            | 1949年与周至柔撤往台湾，次年病逝于台北，追赠陆军二级上将 | 1950年2月17日  | 中華民國台北市   | 中國國民黨                   |
| 政治1       | 谷正纲 |      | 第二次孙科内阁中华民国社会部部长 中国国民党第六届中央执行委员会常务委员 （前张群内阁、翁文灏内阁中华民国社会部部长） | 1949年3月辞去社会部部长职务，同年赴台，次年任内政部部长兼中国大陆灾胞救济总会理事长，后历任国防部参谋次长、国民大会秘书长、总统府资政 | 1993年12月11日 | 中華民國台北市   | 中國國民黨                   |
| 政治2       | 徐堪   |      | 第二次孙科内阁中华民国财政部部长 中国国民党第六届中央执行委员会委员 （前翁文灏内阁中华民国主计部部长）               | 1949年在国统区发行银圆券导致经济崩溃，次年前往香港、美国，1959年回台，担任国民党中央评议委员、国民大会宪政研讨会常务委员等职 | 1969年7月29日  | 中華民國台北市   | 中國國民黨                   |
| 政治3       | 俞大维 |      | 第二次孙科内阁中华民国交通部部长 （前张群内阁、翁文灏内阁中华民国交通部部长）                                        | 1950年1月赴美养病，1954年任国防部长，1964年转任总统府资政 | 1993年7月8日   | 中華民國台北市   | 中國國民黨                   |
| 政治4       | 洪兰友 |      | 第二次孙科内阁中华民国内政部部长 中国国民党第六届中央执行委员会委员 第一屆國民大會秘書長                             | 1949年赴臺，續任第一屆國民大會秘書長。1958年9月28日於台北市病逝。 | 1958年9月28日  | 中華民國台北市   | 中國國民黨                   |
| 政治5       | 董显光 |      | 中国国民党第六届中央执行委员会委员 （前翁文灏内阁行政院政务委员兼行政院新闻局局长）                                  | 历任中华民国驻日本大使、驻美国大使、总统府资政，1970年移居美国 | 1971年1月10日  | 美国纽约         | 中國國民黨                   |
| 政治6       | 刘健群 |      | 立法院副院长 中国国民党第六届中央执行委员会委员                                                                      | 1950年12月当选立法院院长，翌年10月辞职，仍任立法委员，中国国民党中央评议委员 | 1972年3月17日  | 中華民國台北市   | 中國國民黨                   |
| 党特1       | 邓文仪 |      | 中华民国国防部政工局局长 中国国民党第六届中央执行委员会常务委员                                                      | 1949年赴台，历任国民党台湾省党部主任委员、革命实践研究院副主任、代主任、行政院内政部政务次长、行政院退役官兵就业辅导委员会副主任委员、国防研究院讲师、中国文化学院教授、台湾中国道教总会理事长 晚年研究道教，获选台湾中国道教总会理事长                                                                     | 1998年7月13日  | 美国加利福尼亚州 | 中國國民黨                   |
| 党特2       | 黄少谷 |      | 中国国民党中央宣传部部长 中国国民党第六届中央执行委员会常务委员                                                      | 1949年赴台，历任国民党总裁办公室主任、行政院秘书长、中华民国行政院副院长、外交部长、驻西班牙大使、总统府国策顾问、资政、国家安全会议秘书长、司法院长、国民党评议委员会委员 | 1996年10月16日 | 中華民國台北市   | 中國國民黨                   |
| 党特3       | 陈雪屏 |      | 中國國民黨青年部部長 中国国民党第六届中央执行委员会委员                                                              | 1949年赴台，历任台湾省政府教育厅厅长、考选部部长、行政院秘书长、政务委员、行政改革研究会召集人、行政院研究发展考核委员会主委、动员戡乱时期国家安全会议国家建设研究委员会副主委、国家建设研究委员会主委、国策顾问、总统府资政，陈雪屏是中国文艺协会会员，台大心理学系教授 在1953年开始，担任台大心理学系教授 | 1999年4月12日  | 中華民國台北市   | 中國國民黨                   |
| 党特4       | 贺衷寒 |      | 中華民國社會部政務次長 中国国民党第六届中央执行委员会常务委员                                                        | 1954年转任总统府国策顾问，后历任国民党中央设计考核委员会主任委员、行政院政务委员、国民党中央评议委员会委员 | 1972年5月10日  | 中華民國台北市   | 中國國民黨                   |
| 党特5       | 张道藩 |      | 中國國民黨文化運動委員會主任委員 中国国民党第六届中央执行委员会常务委员                                              | 1952年3月当选立法院院长 | 1968年6月12日  | 中華民國台北市   | 中國國民黨                   |
| 党特6       | 蒋经国 |      | 中國國民黨臺灣省黨部主任委員 行政院经济管制委员会委员 中国国民党第六届中央执行委员会常务委员                         | 1949年12月赴台，次年任国防部总政治部主任、国民党干部训练委员会主任委员，1951年当选为国民党中央改造委员，1952年当选中央常务委员，1956年任退除辅会主任委员，1965年任国防部部长，1978年当选中华民国总统，直至去世                                                                                              | 1988年1月13日  | 中華民國台北市   | 中國國民黨                   |
| 党特7       | 郑彦棻 |      | 中國國民黨中央執行委員會秘書長 中国国民党第六届中央执行委员会常务委员                                                | 1949年赴台，任国民党中央改造委员会委员兼第三组主任，后历任行政院政务委员兼行政院侨务委员会委员长、司法行政部部长、总统府副秘书长、秘书长、总统府国策顾问、光复大陆设计研究委员会委员、中国文化大学博士生导师                                                                                                | 1990年6月21日  | 中華民國台北市   | 中國國民黨                   |
| 党特8       | 郑介民 |      | 中华民国国防部次长 中国国民党第六届中央执行委员会委员 （原國民政府國防部保密局局長兼国防部第二厅厅长）               | 1949年赴台，任总统府战略顾问，1954年7月晋升二级上将，死后追晋一级上将 | 1959年12月11日 | 中華民國台北市   | 中國國民黨                   |
| 党特9       | 叶秀峰 |      | 中国国民党中央党员通讯局局长 中国国民党第六届中央执行委员会委员                                                      | 1949年赴台，任政治行动委员会委员，创办了“海外世界”新闻社，任中华民国新闻通讯事业协会理事长兼中国广播公司监察人 | 1990年2月8日   | 中華民國台北市   | 中國國民黨                   |
| 反动小党派1 | 左舜生 |      | 第二次孙科内阁中华民国农林部部长 （前张群内阁、翁文灏内阁中华民国农林部部长）                                        | 1949年去香港，创办反共刊物《自由阵线》，在香港新亚书院、香港清华书院任教，1969年去台湾任总统府国策顾问 | 1969年10月16日 | 中華民國台北市   | 中国青年党                   |
| 反动小党派2 | 陈启天 |      | （前翁文灏内阁中华民国工商部部长）                                                                                   | 1949年赴台，次年任青年党秘书长兼代理主席，担任总统府国策顾问、台湾国立故宫博物院理事，同年10月隐退，1969、1979年再度当选青年党主席 | 1984年8月10日  | 中華民國台北市   | 中国青年党                   |
| 反动小党派3 | 蒋匀田 |      | （前张群内阁行政院政务委员）                                                                                         | 1948年6月赴台，1950年辞去党主席职务，1969年因党内分裂移居美国，1979年中美建交后多次回大陆探亲 | 1994年6月7日   | 美国旧金山       | 中国民主社会党               |

### 重要的战争鼓动者
| 排序  | 姓名           | 圖片 | 战犯名单发布时任职                                                                                      | 归宿 | 去世時間      | 去世地点       | 战犯名单发布时所属政黨或派系 |
| ----- | -------------- | ---- | --- | --- | ------------- | -------------- | ---------------------------- |
| 鼓动1 | 胡适           |      | 国立北京大学校长 第一届国民大会代表 （曾任第一届国民大会第一次会议主席团主席）                          | 1949年赴美游说，1950年应聘为普林斯敦大学葛思德东亚图书馆馆长，1955年其思想在大陆被清算，1957年11月当选中央研究院院长，隔年4月回台 | 1962年2月24日 | 中華民國台北市 | 无党派                       |
| 鼓动2 | 斌             |      | 天主教南京總教區總主教 北平辅仁大学董事長 第一届国民大会代表 （曾任第一届国民大会第一次会议主席团主席） | 1954年赴台，1959年任台湾辅仁大学校长，1969年任枢机，1978年在梵蒂冈参加教宗保祿六世葬礼时去世                                      | 1978年8月16日 | 梵蒂冈         | 无党派                       |
| 鼓动3 | 叶青（任卓宣） |      | 中国国民党第六届中央执行委员会候补委员 中国国民党南京市党部执行委员                                     | 1949年赴台 國民黨宣傳部部長 | 1990年1月29日 | 中華民國台灣省 | 中國國民黨                   |

### 地方人士提出战犯
| 排序  | 姓名   | 圖片 | 战犯名单发布时任职                                                                                               | 归宿 | 去世時間       | 去世地点             | 战犯名单发布时所属政黨或派系 |
| ----- | ------ | ---- | --- | --- | -------------- | -------------------- | ---------------------------- |
| 北平1 | 许惠东 |      | 北平市参议会议长 （北平七五事件责任人）                                                                          | 1949年北平和平解放后被捕，1954年病故于看守所，人民政府对其过往不予追究，1984年恢复起义投诚人员名誉 | 1954年         | 中华人民共和国       | 中國國民黨                   |
| 北平2 | 吴铸人 |      | 中国国民党北平市党部主任委员 中国国民党第六届中央执行委员会候补委员                                              | 平津战役期间辞去北平党部职务，逃往台湾，仍任立法委员 | 1984年5月3日   | 中華民國台灣省       | 中國國民黨                   |
| 上海1 | 潘公展 |      | 上海市参议会议长 中国国民党第六届中央执行委员会常务委员                                                          | 解放军攻占上海前夕逃往香港，后前往加拿大、美国 | 1975年6月23日  | 美国纽约             | 中國國民黨                   |
| 上海2 | 宣铁吾 |      | 淞沪警备司令部司令                                                                                               | 1949年浙江省政府委员、京沪杭警备总司令部副总司令，同年移居香港，1960年到台湾 | 1964年2月6日   | 中華民國台北市       | 中國國民黨                   |
| 广东1 | 张发奎 |      | 海南特别行政区行政长官兼海南建省筹备委员会主任 中国国民党第六届中央监察委员会委员 （前国民政府主席广州行辕主任） | 1949年3月改任中华民国陆军总司令，6月辞职定居香港 | 1980年3月10日  | 英屬香港             | 中國國民黨                   |
| 广东2 | 罗卓英 |      | 中国国民党第六届中央执行委员会委员 （前广东省政府主席）                                                          | 1949年秋在台湾任东南军政长官公署副长官，历任中华民国总统府战略顾问、光复大陆设计研究委员会委员兼台南研究区主任、国民大会代表 | 1961年11月6日  | 中華民國台北市       | 中國國民黨                   |
| 四川1 | 王陵基 |      | 四川省政府主席兼四川省保安司令 中国国民党第六届中央执行委员会委员                                                | 1949年夏任四川反共救国军总司令，12月四川省邓锡侯、刘文辉、潘文华向中共投诚，王逃跑途中被逮捕并关押，1964年获特赦 | 1967年3月17日  | 中华人民共和国北京市 | 中國國民黨                   |
| 四川2 | 王缵绪 |      | 重庆绥靖公署副主任兼重庆警备司令部司令 中国国民党第六届中央执行委员会委员                                        | 1949年任川康渝民众自卫委员会副主任委员、西南军政长官公署副长官、西南第一路游击总司令，12月接受成都和平解放，历任川西文物委员会副主任、川西博物馆馆长、西南军政委员会委员、四川省人民政府参事室参事、省文史研究馆馆员、成都市人大代表等职，1957年受反右运动牵连潜逃香港未遂在边境被捕，未及起诉而病逝 | 1960年11月     | 中华人民共和国成都市 | 中國國民黨                   |
| 四川3 | 杨森   |      | 重慶綏靖公署副主任 重慶市政府市長 中国国民党第六届中央监察委员会委员                                             | 1946年6月兼任西南军政长官公署副长官，12月兼代兼代川陕甘边区绥靖公署主任，兵败逃往台湾，历任总统府国策顾问、中华全国体育协进会理事长、中国奥林匹克委员会主席 | 1977年5月15日  | 中華民國台北市       | 中國國民黨                   |
| 四川4 | 潘文华 |      | 华中剿匪总司令部副总司令 中国国民党第六届中央执行委员会候补委员                                                  | 1949年4任西南军政长官公署副长官，12月在四川彭县与邓锡侯、刘文辉通电起义，任西南军政委员会委员 | 1950年11月16日 | 中华人民共和国成都市 | 中國國民黨                   |

## 北平和談中的戰爭罪犯問題
1949年1月1日，鉴于内政外交均一败涂地的局面，蒋介石发表《中华民国三十八年元旦告全国军民同胞书》，声明愿意和中国共产党进行和平谈判，但为谈判设置了五项中共无法接受的前提条件。1月5日，新华社发表了毛泽东的文章《评战犯求和》，嬉笑怒骂，揭露蒋介石的和平把戏。
1949年1月14日，新華社發表了中国共产党中央委员会主席毛泽东关于时局的声明。1月15日，該聲明以《中国共产党中央委员会毛泽东主席发表关于时局的声明》為題发表在《人民日報》上。该声明回顾了两年半以来“南京国民党反动政府在美国帝国主义者的帮助之下，违背人民意志，撕毁停战协定和政治协商会议的决议，发动全国规模的反革命的国内战争”的历史过程，提出了和平谈判的八项条件，其中第一条即“惩办战争罪犯”。该声明称，
……现在，国民党反动政府发动内战的政策，业已自食其果，众叛亲离，已至不能维持的境地。在此种形势下，为着保持国民党政府的残余力量，取得喘息时间，然后卷土重来扑灭革命力量的目的，中国第一名战争罪犯国民党匪帮首领南京政府伪总统蒋介石，于今年一月一日，提出了愿意和中国共产党进行和平谈判的建议。中国共产党认为这个建议是虚伪的。这是因为蒋介石在他的建议中提出了保存伪宪法、伪法统和反动军队等项为全国人民所不能同意的条件，以为和平谈判的基础。这是继续战争的条件，不是和平的条件。旬日以来，全国人民业已显示了自己的意志。人民渴望早日获得和平，但是不赞成战争罪犯们的所谓和平，不赞成他们的反动条件。在此种民意基础之上，中国共产党声明：虽然中国人民解放军具有充足的力量和充足的理由，确有把握，在不要很久的时间之内，全部地消灭国民党反动政府的残余军事力量；但是，为了迅速结束战争，实现真正的和平，减少人民的痛苦，中国共产党愿意和南京国民党反动政府及其他任何国民党地方政府和军事集团，在下列条件的基础之上进行和平谈判。这些条件是：（一）惩办战争罪犯；（二）废除伪宪法；（三）废除伪法统；（四）依据民主原则改编一切反动军队；（五）没收官僚资本；（六）改革土地制度；（七）废除卖国条约；（八）召开没有反动分子参加的政治协商会议，成立民主联合政府，接收南京国民党反动政府及其所属各级政府的一切权力。……
1949年1月21日，中华民国总统蒋介石宣布下野，中华民国副总统李宗仁就任代总统；同日傅作义在北平发表文告宣布从即日起停战，军队开出北平城外接受改编。1月22日，中国人民解放军和平接管北平，同日李宗仁在声明中称，“中共方面所提八条件，政府即愿开始商谈。”
1949年1月25日中共发言人談話經新華社發表。1月26日該談話以《关于南京伪行政院重新决定 派代表向中共进行谈判问题 中共发言人发表谈话　人民应有清醒头脑不为伪善的空谈所迷惑》為題刊登在《人民日報》上。該談話回应了1月22日南京政府行政院派代表进行和平谈判的决定。该谈话指出了八项和平条件的重要性，并对战争罪犯名单进行了说明，指出四十三个战争罪犯只是全部战争罪犯的一部分，全部战争罪犯名单尚未发表。
【新华社陕北二十五日电】据南京国民党反动政府的中央通讯社二十二日报导，这个反动政府的行政院已于二十二日推翻了它自己在十九日所作若不先行停战便不愿意进行谈判的那个荒谬决议，而重新决定派遣五个代表向中国共产党进行谈判。这五个代表是邵力子，张治中，黄绍竑，彭昭贤，钟天心。中共发言人称：我们愿意在一月十四日毛泽东主席对时局声明的基础之上和南京反动政府谈判和平解决的问题，南京反动政府应负发动反革命内战的全部责任，全国人民对于这个政府早已完全丧失信任，这个政府早已没有代表中国人民的资格。有资格代表中国人民的政府，只能是由即将召开的没有反动分子参加的新的政治协商会议所产生的民主联合政府。因此，我们允许南京反动政府派出代表和我们进行谈判，不是承认这个政府还有代表中国人民的资格，而是因为这个政府手里还有一部分反动的残余军事力量。如果这个政府感于自己已经完全丧失人民的信任，感于它手里的残余反动军事力量已经无法抵抗强大的人民解放军，而愿意接受中共的八个和平条件的话，那么，用谈判的方法去解决问题，使人民少受痛苦，当然是比较好的和有利于人民解放事业的。最近北平问题的和平解决，就是一个实例。但是，南京反动政府是否愿意接受中共所提出的反映全国人民公意的八个条件，现在谁也不知道。现在所知道的，就是在南京反动政府方面放出了许多虚伪的装腔作势的和平空气，企图欺骗人民，以达其保存反动势力，获得喘息机会，然后卷土重来，扑灭革命力量之目的。全国人民应有清醒的头脑，决不可被那些伪善的空谈所迷惑。谈判的地点，要待北平完全解放后才能确定，大约将在北平。彭昭贤是主战最力的国民党CC派的主要干部之一，人们认为是一个战争罪犯，中共方面不能接待这样的代表。关于战争罪犯名单问题，中共发言人称，我们尚未发表全部战争罪犯名单，去年十二月二十五日新华社发表的仅仅是第一批名单，发动内战残杀人民的国民党反动派中的主要负责人员决不止四十三个。 
1949年1月27日，李宗仁在致毛泽东的电报中称“贵方所提八项条件，政府方面已承认可以此作为基础进行和谈，各项问题自均可在谈判中商讨决定。在双方商谈尚未开始以前，即要求对方必须先执行某项条件，则何得谓之为和谈？以往恩怨是非倘加过分重视，则仇仇相报，宁有已时，哀吾同胞，恐无噍类，先生与弟将同为民族千古之罪人矣。”。1月28日，毛泽东撰寫的中共发言人谈话由新华社正式發表。1月29日该谈话以《就南京伪政府“和谈”阴谋及释放日本战犯冈村宁次  中共发言人表示严正意见》为题刊于《人民日报》。該談話要求南京政府“逮捕去年十二月二十五日中共权威人士声明中所提四十三个战犯之在南京、上海、奉化、台湾等处者。其中最主要的，是蒋介石、宋子文、陈诚、何应钦、顾祝同、陈立夫、陈果夫、朱家骅、王世杰、吴国桢、戴传贤、汤恩伯、周至柔、王叔铭、桂永清等人”，即最主要者为四十三个战犯中的中国国民党高层人士。谈话称，
【新华社陕北二十八日电】据南京国民党反动政府的中央通讯社一月二十六日电称：“政府发言人称：政府为提早结束战争，以减轻人民痛苦，一月以来已作种种措施与步骤。本月二十二日更正式派定和谈代。日来只待中共方面指派代表，约定地点，以便进行商谈。惟据新华社陕北二十五日广播中共发言人谈话，一面虽声明愿与政府商谈和平解决，一面则肆意侮谩，语多乖戾。且谓谈判地点要待北平完全解放后才能确定。试问中共方面如不即时指派代表，约定地点，又不停止军事行动，而竟诿诸所谓北平完全解放以后，岂非拖延时间，延长战祸？须知全国人民希望消弭战祸，已属迫不及待。政府为表示绝大之诚意，仍盼中共认清：今日之事，应以拯救人民为前提，从速指派代表进行商谈，使和平得以早日实现。”又据南京中央社一月二十六日上海电称：“日本战犯前中国派遣军总司令官冈村宁次大将，二十六日由国防部审判战犯军事法庭举行复审后，于十六时由石美瑜庭长宣判无罪。当时庭上空气紧张。冈村肃立聆判后，微露笑容”等情。据此，中共发言人表示下列诸点：
（一）……

（二）……我们正在同各民主党派、人民团体和无党派民主人士，包括在我们区域的和在你们区域的都在内，商量战争罪犯的名单问题，准备第一个条件的具体内容。这个名单，大约不要很久就可以正式公布出来。南京的先生们，你们知道，直到现在，我们和各民主党派、人民团体，都还没有来得及商量和正式公布这样一个名单，这是要请先生们原谅的。其原因，是你们的和谈要求来得稍为迟了些。如果早一点，也许我们已经准备好了。但是，你们也并不是没有事做。除了逮捕日本战犯冈村宁次以外，你们必须立即动手逮捕一批内战罪犯，首先逮捕去年十二月二十五日中共权威人士声明中所提四十三个战犯之在南京、上海、奉化、台湾等处者。其中最主要的，是蒋介石、宋子文、陈诚、何应钦、顾祝同、陈立夫、陈果夫、朱家骅、王世杰、吴国桢、戴传贤、汤恩伯、周至柔、王叔铭、桂永清等人。特别重要的是蒋介石，该犯现已逃至奉化，很有可能逃往外国，托庇于美国或英国帝国主义，因此，你们务必迅即逮捕该犯，毋令逃逸。此事你们要负完全责任，倘有逃逸情事，必以纵匪论处，决不姑宽，勿谓言之不预。我们认为只有逮捕这些战争罪犯，才是为了缩短战争时间，减轻人民痛苦，认真地做了一件工作。只要战争罪犯们还存在，就只会延长战争时间，加重人民痛苦。

（三）以上二项，要求南京反动政府给予答复。

（四）八条中其他各条双方应行准备的工作，另一次再通知南京。 
1949年1月31日，南京政府发言人针对中共发言人的上述谈话提出异议。2月5日，毛泽东撰写的中共发言人声明由新华社发表，2月7日该声明以《对国民党卖国“政府”又犯严重卖国罪　中共发言人发表声明  惩办战犯一项必须加上惩办日本战犯》为题刊登在《人民日报》上。该声明主要针对和平谈判中的日本战犯问题进行了说明，修改了八项和平条件中的第一项，并强调了逮捕国内战犯的重要性。声明称，
【新华社陕北五日电】上月二十八日中国共产党发言人关于和平谈判问题的声明，到上月三十一日得到了国民党反动卖国政府发言人的答复。国民党反动卖国政府的发言人在这个答复里，对于中共发言人所提出的各项问题，提出了狡辩。对于中共要求国民党反动卖国政府负责重新逮捕日本侵华罪魁冈村宁次，准备押送人民解放军，并负责看管其他日本战犯勿令逃逸一节，该发言人说，这“是一个司法问题。这完全与和谈无关，更不能作为和谈的先决条件”。对于中共要求国民党反动卖国政府负责逮捕战争罪犯蒋介石等人一节，说是“真正的和平不应该有先决条件”。并且说中共发言人的声明“态度上似乎不够郑重”，而且是“节外生枝”。对此，中共发言人声明：在一月二十八日那种时候，我们还把国民党反动卖国政府说成是一个政府，在这点上说来，我们的态度确乎不够郑重。……一月十四日中共提出八条的时候，并没有发生释放冈村宁次这件事情。一月二十六日这件事情发生了，就应提出了，就与和谈有关了。一月三十一日你们接受麦克阿瑟的命令，又将日本战犯二百六十名连同冈村宁次一起送往日本，就更与和谈有关了。……无论你们叫节外生枝也好，不叫节外生枝也好，这件事必得谈，因为这件事是发生在一月十四日以后的，没有包括在我们原来所提的八个条件以内，因此我们认为必须在第一个条件中增加惩办日本战犯一个项目。这样，这一条就有两个项目，即是：（甲）惩办日本战争罪犯；（乙）惩办国内战争罪犯。我们提出这个项目是有理由的，是反映全国人民意志的。全国人民都要惩办日本战犯。即在国民党内，也有许多人认为惩办冈村宁次等日本战争罪犯和惩办蒋介石等国内战争罪犯一样是理所当然。无论你们说我们是有和平诚意也好，没有和平诚意也好，这两类战犯问题都得谈判，这两类战犯都得惩办。关于叫你们在谈判之前逮捕一批内战罪犯和防止这些战犯逃跑的问题，你们认为“不应有先决条件”。国民党反动卖国政府的先生们，这不是先决条件，这是你们承认惩办战犯一条为谈判基础之后自然产生的要求。叫你们逮捕，是怕战犯们跑掉。当着我们在谈判的准备工作还没有做好的时候，你们如丧考妣地急着要谈判，你们闲得发慌，因此叫你们做一件合理的工作。这些战犯总是要逮捕的，任凭他们跑到天涯海角也是要逮捕的。你们是愿意“缩短战争时间”、“减轻人民痛苦”、“以拯救人民为前提”的大慈大悲救苦救难的人们，你们是有很多的好心眼儿的人们，你们对于这些屠杀几百万同胞的负责者应当没有什么爱惜，从你们愿意以惩办战犯作为一条谈判基础这一点来看，你们似乎也并不很爱惜这些东西。但是既然你们声明叫你们马上逮捕这些东西显得颇有为难之处，那末也罢，你们就防止他们逃跑吧，千万莫叫这些东西跑掉了。先生们，请想一想，当着你们辛辛苦苦地派出代表团和我们讨论惩办战犯问题的时候，战犯们已经跑了，那末，还谈什么呢？你们的代表团先生们的脸上还有什么光彩呢？你们那样多的 “和平诚意”从何表现呢？怎么可以证明先生们是真的愿意“缩短战争时间”、“减轻人民痛苦”、“以拯救人民为前提”，而没有一点儿假呢？此外，该发言人还说了许多废话，这些废话是骗不了任何人的，我们认为没有答复的必要。南京或广州或奉化或上海的假定的象征的国民党反动卖国“政府”（注意，政府二字加上引号）的先生们，如果你们以为我们的这篇声明的态度又有些不够郑重的话，那末，请原谅，我们对你们只能取这种态度。
1949年2月26日，毛為新華社寫評論《國民黨反動派由呼籲和平變為呼籲戰爭》說，各民主黨派人民團體「都是不贊成去年十二月廿五日中共權威人士所提的那個名單。他們認為那個名單所列戰犯只有四十三個，為數太少；他們認為要負發動反革命戰爭屠殺數百萬人民的責任決不止四十三個，而是應該一百幾十個。」同日美洲《華僑日報》發表社論（轉載於三月三日香港華商報），提議戰犯名單增加五名在美的戰犯：林語堂、朱世民、陳之邁、賴璉、蔣廷黻，稱他們是「在美國積極活動授蔣內戰之禍國殃民罪犯」。2月20日，《華商報》頭版頭條刊出陝北電台廣播，稱第二批戰犯共一百二十八名，預期周內可正式發表，其中軍事方面40人、政治方面43人、黨務與特工38人、小黨派5人、其他2人。2月22日，《華商報》刊出陝北電台2月21日廣播曰：「豫北一百萬人民要求把四十軍正副軍長李振清、李晨熙列入戰犯予以懲辦」；同日又刊出陝北電台2月20日廣播曰：「隴東人民要求把馬繼援列入戰犯名單」。3月17日《華商報》稱：「各地戰犯蝟集南京。洪蘭友及內政部警總署長唐縱十二日到漢口，即可返南京，民社黨副主席徐傅霖十七日到南京」；同日該報又稱第四十軍軍長李振清「把新鄉車站內外的電桿枕木道軌等全部破壞」應補列戰犯名單。3月20日《華商報》稱，旅日華僑於2月27日在東京紀念二·二八大會上通過致「毛主席」電，呈請將屠夫陳儀列入戰犯名單，電文指陳儀「野獸般殘忍狠毒」，要求中共「加以嚴懲」。3月31日，《華商報》稱「以潘公展、方治等戰犯為首的主戰派大舉作反和平的叫囂」。
1949年4月1日，中国共产党代表团同国民政府代表团的北平和谈在北平开始。由于中共不承认1946年制宪国民大会及其所制宪法的合法性，故南京方面仍采1946年之前的“南京国民政府”之称谓，其代表团称“国民政府代表团”。中共八项条件的头一条即惩办战争罪犯问题成为谈判的争议焦点之一，双方就此进行了反复磋商，中共方面也做了一定让步。1949年4月8日毛泽东在复李宗仁电中称，
中国共产党对时局主张，具见本年一月十四日声明。贵方既然同意以八项条件为谈判基础，则根据此八项原则以求具体实现，自不难获得正确之解决。战犯问题，亦是如此，总以是否有利于中国人民解放事业之推进，是否有利于用和平方法解决国内问题为标准，在此标准下，我们准备采取宽大的政策。本日与张文白先生晤谈时，即曾以此意告之。
1949年4月10日，《華商報》稱北平七家大學教授要求懲辦戰犯張耀明。4月15日双方代表团商定《国内和平协定（最终修正案）》，其序言及第一条中有关战争罪犯问题的内容如下：
……基于上述情况，南京国民政府曾于中华民国三十八年一月一日向中国共产党提议举行停止国内战争恢复和平状态的谈判。中国共产党曾于同年一月十四日发表声明，同意南京国民政府上项提议，并提议以惩办战争罪犯，废除伪宪法，废除伪法统，依据民主原则改编一切反动军队，没收官僚资本，实行土地改革，废除卖国条约，召集没有反动分子参加的新的政治协商会议成立民主联合政府，接收南京国民党反动政府及其所属各级政府的一切权力等八项条件为双方举行和平谈判的基础，此八项基础条件已为南京国民政府所同意。因此，中国共产党方面和南京国民政府方面派遣自己的代表团，授以举行谈判和签订协定的全权。双方代表于北平集会，首先确认南京国民政府应对于此次国内战争及其各项错误政策担负全部责任，并同意成立本协定。

第一条

第一款　为着分清是非，判明责任，中国共产党代表团与南京国民政府代表团双方（以下简称双方）确认，对于发动及执行此次国内战争应负责任的南京国民政府方面的战争罪犯，原则上必须予以惩办，但得依照下列情形分别处理：

第一项　一切战犯，不问何人，如能认清是非，翻然悔悟，出于真心实意，确有事实表现，因而有利于中国人民解放事业之推进，有利于用和平方法解决国内问题者，准予取消战犯罪名，给以宽大待遇。

第二项　一切战犯，不问何人，凡属怙恶不悛，阻碍人民解放事业之推进，不利于用和平方法解决国内问题，或竟策动叛乱者，应予从严惩办。其率队叛乱者，应由中国人民革命军事委员会负责予以讨平。

第二款　双方确认，南京国民政府于中华民国三十八年一月二十六日将日本侵华战争罪犯冈村宁次大将宣告无罪释放，复于同年一月三十一日允许其他日本战犯二百六十名送返日本等项处置，是错误的。此项日本战犯，一俟中国民主联合政府即代表全中国人民的新的中央政府成立，即应从新处理。 
由于《国内和平协定》未能得到南京政府的批准，惩办战争罪犯一事在南京方面也就不了了之了。
1949年4月25日，中共中央軍委關於太原善後處理工作致電徐向前、周士第、羅瑞卿、彭德懷，指出中央軍委同意宣佈梁化之、孫楚、王靖國、戴炳南4人為戰犯，緝拿治罪；其中梁化之已於4月24日城陷時自焚身亡，宣佈為戰犯有助於中共太原市軍事管制委員會迅速沒收其家產。8月9日，《華商報》稱：「另一戰犯朱暉日於昨下午由廣州來港。」

## 被俘战犯与特赦
在战犯名单宣布后，陆续有名单上的人员被中共方面俘虏。这些战犯后被送至抚顺战犯管理所、北京戰犯管理所等地收押。
1955年底，公安部提出一個戰犯標準，即在國共內戰中「犯有嚴重戰爭罪行的國民黨軍隊將、校級軍官，國民黨政府省主席和廳（局）長級官員、國民黨、三青團中央委員、省（市）黨部書記長和委員，以及特務系統的處、站長以上人員，可列為戰犯。但是，也有符合這個標準而地方已判刑的，未算戰犯，而作為一般反革命份子處理」:13。
自1950年代起，包括名单中所列战犯在内，部分战犯获得中华人民共和国特赦。至1975年，在押战犯均获得特赦。

## 战犯问题的法律解决
1988年3月14日，最高人民法院、最高人民检察院《关于不再追诉去台人员在中华人民共和国成立前的犯罪行为的公告》称，“对去台人员中在中华人民共和国成立前在大陆犯有罪行的，根据《中华人民共和国刑法》第七十六条关于对犯罪追诉时效的规定的精神，决定对其当时所犯罪行不再追诉。”
1989年9月7日，最高人民法院、最高人民检察院发布《关于不再追诉去台人员在中华人民共和国成立后当地人民政权建立前的犯罪行为的公告》称：

一、对去台人员在中华人民共和国成立后、犯罪地地方人民政权建立前所犯罪行，不再追诉。

二、去台人员在中华人民共和国成立后、犯罪地地方人民政权建立前犯有罪行，并连续或继续到当地人民政权建立后的，追诉期限从犯罪行为终了之日起计算。凡符合《中华人民共和国刑法》第七十六条规定的，不再追诉。其中法定最高刑为无期徒刑、死刑的，经过二十年，也不再追诉。如果认为必须追诉的，由最高人民检察院核准。

三、对于去台湾以外其他地区和国家的人员在中华人民共和国成立前，或者在中华人民共和国成立后、犯罪地地方人民政权建立前所犯的罪行，分别按照最高人民法院、最高人民检察院《关于不再追诉去台人员在中华人民共和国成立前的犯罪行为的公告》精神和本公告第一条、第二条的规定办理。